# Kostrivnica
Kostrivnica – wieś w Słowenii, w gminie Šentjur. W 2018 roku liczyła 190 mieszkańców.